# Cantone dell'Una-Sana
Il Cantone dell'Una-Sana (in bosniaco Unsko-Sanski Kanton, in croato Unsko-Sanska Županija, in serbo Унско-Сански Кантон) è uno dei 10 cantoni della Federazione di Bosnia ed Erzegovina con 287 835 abitanti (dato 2011).
È situato nella parte nord-occidentale del paese e prende il nome dai due fiumi che attraversano la regione, l'Una e la Sana.
Il capoluogo è Bihać, il suo presidente è Hamdija Lipovača.
Prima della disgregazione jugoslava, costituiva una via di collegamento importante fra la Croazia interna e l'Adriatico, attraverso la linea ferroviaria Novi Grad-Knin. Il principale aeroporto si trova a Željava, nei pressi di Bihać, al confine con la Croazia.

## Società

### Evoluzione demografica
Il cantone è abitato principalmente da bosgnacchi, i serbi rimasti sono per lo più concentrati nella municipalità di Bosanski Petrovac. Censimento datato 1991

## Divisioni amministrave
Il cantone è suddiviso in 8 comuni:
- Bihać
- Bosanska Krupa
- Bosanski Petrovac
- Bužim
- Cazin
- Ključ
- Sanski Most
- Velika Kladuša